# Polisen som vägrade ta semester
Polisen som vägrade ta semester är en svensk miniserie från 1988. Serien hade premiär i SVT den 26 oktober 1988 och gick i repris hösten 1997.
Detta var den tredje serien som ingick i Polisen i Strömstad med bl.a. Per Oscarsson, Evert Lindkvist, Alf Nilsson och Stefan Ljungqvist i huvudrollerna med Arne Lifmark var regissör. Som förlaga använde man Gösta Unefäldts kriminalroman "Polisen som vägrade ta semester" från 1985.

## Handling
Polischefen Gustav Jörgenson börjar se fram emot sin fiskesemester i Norge. Men han hinner inte ens påbörja resan innan han blir tvungen att avbryta semestern då ett äldre par under en tidig morgonpromenad hittar en naken död ung kvinna mellan klipporna på en ö utanför Strömstad och hon har varit död i flera timmar. Polisen i Strömstad har inte en aning om vem hon är eller vad som är motivet. Men läkaren säger att hon dödats med minimalt våld, alltså av någon som vet hur man bär sig åt. När sedan ännu en kvinna hittas död börjar turisterna fly Strömstad och Jörgenson och hans mannar, kriminalkommissarie Bo Kronborg och poliskommissarie Nils Gryt, börjar bli allt mer otåliga, när ska mördaren slå till igen? Snart hotas ett vittne, som den klumpige polismannen Evald Larsson har en affär med.
Efter att ha misstänkt kvinnans förre pojkvän och en fänrik som kan ha känt henne samt en våldtäktsman som nästan lyckats gå fri från alla anklagelser, inser Jörgensson att den misstänkte kan vara någon av de manliga anställda på polisstationen i Strömstad. I största hemlighet börjar därför polischef Jörgenson undersöka andra poliser.

## Rollista
- Per Oscarsson - Gustav Jörgensson, polischef
- Evert Lindkvist - Nils Gryt, kommissarie
- Alf Nilsson - Bo Kronborg, kriminalkommissarie
- Stefan Ljungqvist - Evald Larsson, polisman
- Sonny Johnson - Grahn, polisman
- Irma Erixson - Lisa Mattsson, Jörgensons sekreterare
- Ulf Dohlsten - Sivert Thyrén, polisassistent
- Anders Janson - Teknik-Johan
- Karin Gry - Monica Jörgensson
- Berta Hall - Torborg Einerstedt, rättsläkare
- Percy Brandt - Rutger Einerstedt, hennes make
- Sven Angleflod - Grönstedt
- Per Ragnar - Richard Hyllinger
- Lena-Pia Bernhardsson - Catarina "Cat" Byman-Sylvander
- Arne Augustsson - Torkel
- Else-Marie Brandt - Otilia
- Inger Hayman - Dorthy
- Laila Westersund - Bittan
- Karin Johansson - Punkbrud 1
- Petra Dahl - Punkbrud 2
- Lene Marie Bragli - Grete
- Maria Toming - Björg
- Kerstin Graden - Solgerd Eldefoss
- Ursula Fogelström - Rebecka Gryt
- Inga Ålenius - Agata Gärdin
- Ann-Karin Kristensson - Renate
- Håkan Wennberg - Blöt-Jan
- Nisse Peters - Hovmästare

Övriga Medverkande
- Jessica Fjelkegård
- Ulf Fogelström
- Janne Juhl
- Tony Karlsson
- Ulf Winberg
- Cathrine Ålenius

## Avsnittsguide
| Nr i serien | Nr i säsongen | Titel   | Regissör     | Manus                         | Originalvisning  |
| ----------- | ------------- | ------- | ------------ | ----------------------------- | ---------------- |
| 9           | 1             | "Del 1" | Arne Lifmark | Gösta Unefäldt & Arne Lifmark | 26 oktober 1988  |
| 10          | 2             | "Del 2" | Arne Lifmark | Gösta Unefäldt & Arne Lifmark | 2 november 1988  |
| 11          | 3             | "Del 3" | Arne Lifmark | Gösta Unefäldt & Arne Lifmark | 9 november 1988  |
| 12          | 4             | "Del 4" | Arne Lifmark | Gösta Unefäldt & Arne Lifmark | 16 november 1988 |

## DVD-release
Serien släpptes på DVD den 14 januari 2009.